# Serra Blanca de la Tor
La Serra Blanca de la Tor és una serra situada al municipis de Guils de Cerdanya, a la comarca de la Baixa Cerdanya i França, amb una elevació màxima de 1.506 metres.